# Ampliación las Joyas
Ampliación las Joyas är en ort i Mexiko.   Den ligger i kommunen Irimbo och delstaten Michoacán de Ocampo, i den södra delen av landet, 140 km väster om huvudstaden Mexico City. Ampliación las Joyas ligger 1 831 meter över havet och antalet invånare är 177.
Terrängen runt Ampliación las Joyas är huvudsakligen kuperad, men västerut är den bergig. Ampliación las Joyas ligger nere i en dal. Runt Ampliación las Joyas är det ganska tätbefolkat, med 116 invånare per kvadratkilometer. Närmaste större samhälle är Ciudad Hidalgo, 9,9 km nordväst om Ampliación las Joyas. Omgivningarna runt Ampliación las Joyas är en mosaik av jordbruksmark och naturlig växtlighet.